# 얀네 안데르손
얀 올로프 안데르손(스웨덴어: Jan Olof "Janne" Andersson, 1962년 9월 29일~ )은 스웨덴 출신의 축구 감독이다. 에리크 함렌 감독의 뒤를 이어 2016년부터 2023년까지 스웨덴 축구 국가대표팀을 지휘하였다.

## 지도자 경력
즐라탄 이브라히모비치가 은퇴한 후 키가 크고 피지컬이 우수한 선수들 위주로 발탁하여 조직력과 수비력이 탄탄한 팀으로 재편해 스타 플레이어는 없지만 단단한 팀으로 구축시켰다. 그리하여 2018년 FIFA 월드컵 유럽 지역 예선 A조에서 결코 만만치 않은 프랑스, 네덜란드 등과 한 조에 속했지만 전 대회에서 3위를 차지한 네덜란드를 골 득실로 밀어내고 조 2위를 차지해 플레이오프 진출에 성공했고 2018년 FIFA 월드컵 유럽 지역 예선 플레이오프에서 이탈리아를 만나 홈 경기에서 1 : 0으로 승리했고 원정 경기에서 0 : 0으로 비겨 합산 점수 1 : 0으로 제압하고 12년 만에 스웨덴을 본선에 진출시켰다.
그리고 본선에서도 독일, 멕시코, 대한민국과 함께 이른바 죽음의 조인 F조에 속했는데 1차전 대한민국과의 경기에선 극심한 빈공을 보이며 이른바 침대축구까지 하는 꼼수를 부려서야 안드레아스 그랑크비스트의 페널티킥 결승골로 1 : 0으로 제압했다. 그리고 2차전 독일과의 경기에선 전반 32분, 올라 토이보넨의 선제골로 앞서갔지만 후반 3분, 마르코 로이스에게 동점골을 내주었고 종료 직전에 토니 크로스의 프리킥 결승골까지 허용해 1 : 2 역전패를 당했다. 3차전 멕시코와의 경기에서 반드시 이겨야 할 상황에서 적극적으로 밀어붙여 3 : 0 대승을 거두어 끝내 2승 1패의 성적으로 조 1위를 차지해 16강에 오르는데 성공했다. 그리고 16강에서 스위스를 에밀 포르스베리의 결승골로 1 : 0으로 제압하고 1994년 FIFA 월드컵 이후 24년 만에 8강 진출을 이뤄냈다. 그러나 8강에서 잉글랜드에 0 : 2로 패배해 4강 진출에는 실패했다.

## 수상
IFK 노르셰핑
- 알스벤스칸: 2015